# 横兵庫

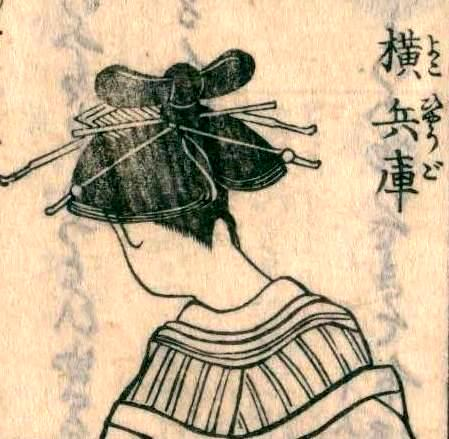
横兵庫髷。『歴世女装考』より

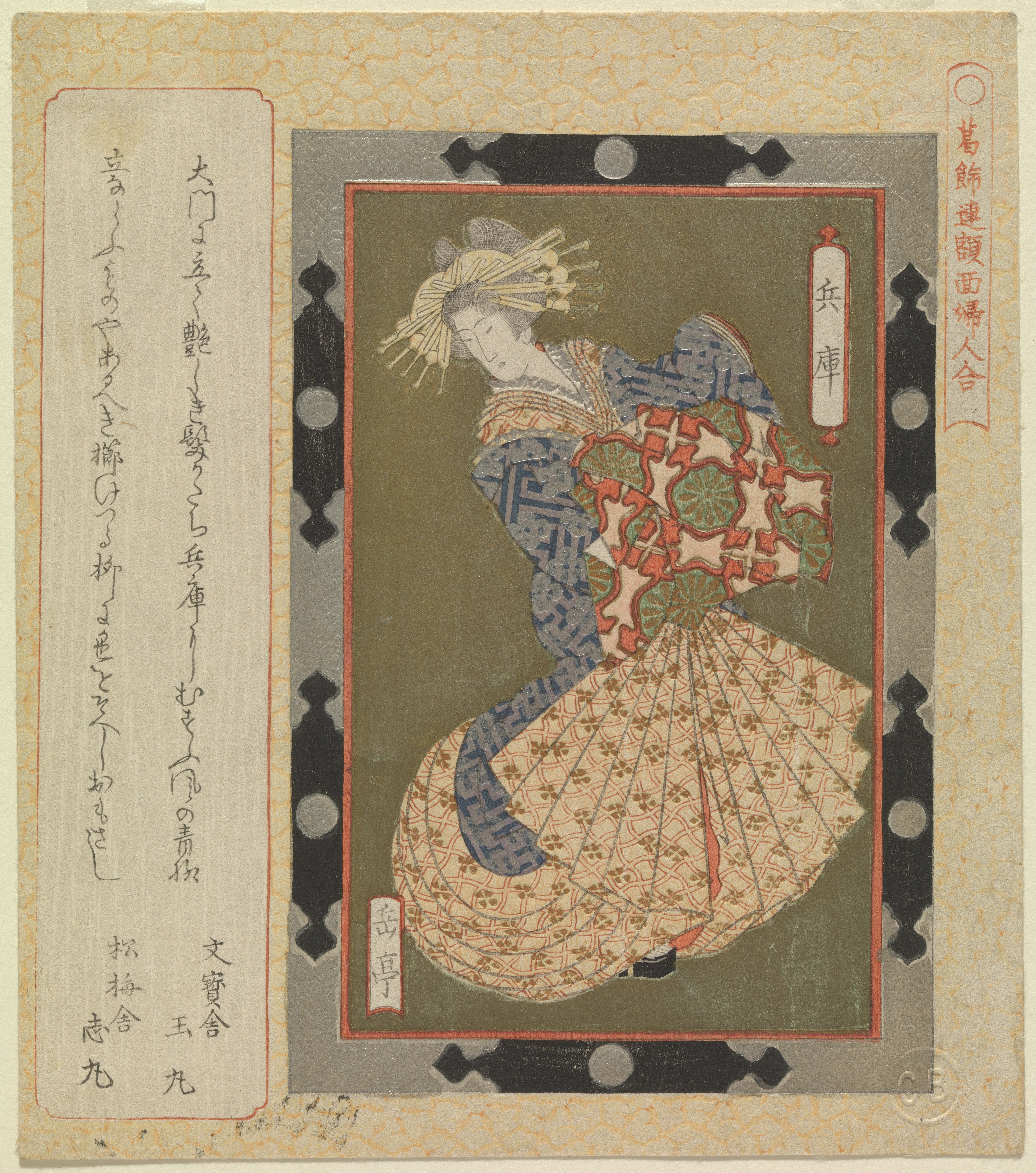
岳亭春信画

横兵庫（よこひょうご）とは、江戸時代中期以降吉原、島原などの高級遊女に結われた髪形。

## 結い方
前髪はふっくらと、鬢も横に大きく張り出すがたぼ（襟足にそって背中の方に張り出した部分）は出さない。
髷は最初、立兵庫を横に倒しただけのような形状だったが後に巨大化、左右を同じ大きさにしてそれぞれ扇形に整形し、後ろから見ると蝶のような形に纏める。この髷の大きな特徴は整形に楽器の鼓と同じ形の「鼓」と呼ばれる道具を使うことである。
京の島原、江戸の吉原ともに同じ結い方だが、髪飾りの種類と量が違っていた。和紙の丈長に鼈甲の笄、「三枚櫛」といって同じく鼈甲の櫛を多数挿す所は同じだが、島原ではそのほかに色鮮やかな鹿の子の手絡をかけた上に芝居に登場する姫君のような花簪や珊瑚などを長く垂らしたビラ簪を前に挿す。
笄の挿し方にも違いがあって、島原は平行に吉原は交差して挿している。
『吉原大全』（酔郷散人著、1768年刊）は、「兵庫」の名は大橋柳町にあった茶屋「兵庫や」のスタイルに由来するとしているが、『元吉原の記』はそれを否定している。